# أندرو كروس
أندرو كروس (بالإنجليزية: Andrew Crosse)‏ (1784 – 1855م) هو فيزيائي من المملكة المتحدة. ولد في مقاطعة سومرست (إنجلترا).